# Atlético Clube Alcanenense
O Atlético Clube Alcanenense, é um clube desportivo de Alcanena, Portugal. Dedica-se à prática do futebol. Na época 2024/25, as equipas de futebol sénior e júnior militam na 1ª Divisão Distrital da AF Santarém.
Disputa os seus jogos em casa no Estádio Municipal Joaquim Maria Baptista.

## Palmarés
- Campeão Distrital Seniores 1ª Divisão: 2011/12